# Mathilda May
Mathilda May, nascida Karima Mathilda Haïm (Paris, 8 de fevereiro de 1965) é uma atriz francesa.

## Biografia
Seu pai é o dramaturgo Victor Haïm, judeu descendente de gregos e turcos. Sua mãe é a sueca, professora de balé e coreógrafa Margareta Hanson.
Aos 16 anos, May venceu o "Premier Prix du Conservatoire de Danse de Paris" (Primeiro Prêmio do Conservatório de Dança de Paris).

## Carreira
A maioria dos trabalhos de May para o cinema foi em francês e feito para o mercado europeu. Os filmes não-franceses em que ela trabalhou incluem Lifeforce (1985), Naked Tango  (1991), Becoming Colette (1991) e A Teta e a Lua (1994). No Brasil, ela é mais conhecida por seu papel como uma "vampiro" alienígena  na obra de ficção-científica e terror (gênero) Lifeforce ("Força Sinistra") de 1985, dirigido por Tobe Hooper, em que ela atua nua em praticamente toda a película.

## Vida pessoal
May foi casada três vezes: Seu primeiro marido foi Paul Powell. Seu segundo marido foi Gérard Darmon, com quem tem dois filhos, a filha Sarah (nascida em 17 de agosto de 1994) e seu filho Jules (nascido em 04 março de 1997).

## Filmografia
- A Girl Cut in Two (2007)
- La-bas...mon pays (2000)
- The Jackal (1997)
- Le Voleur et la menteuse (1994)
- Dead Tired (1994)
- The Tit and the Moon (1994)
- Toutes Peines Confondues (1992)
- Becoming Colette (1992)
- Naked Tango (1991)
- Schrei aus Stein (1991)
- La Barbare (1989)
- Trois places pour le 26 (1988)
- La Passerelle (1988)
- La Vie dissolue de Gerard Floque (1987)
- The Cry of the Owl (1987)
- Lifeforce (1985)
- Les Rois du Gag (1985)
- Letters to an Unknown Lover (1984)
- Nemo (1984)

### Televisão
- Back to Top
- Erich Segal's Only Love (1998)
- Whipping Boy (1994)